# Leptospermum rupestre
Leptospermum rupestre är en myrtenväxtart som beskrevs av Joseph Dalton Hooker. Leptospermum rupestre ingår i släktet Leptospermum och familjen myrtenväxter.
Artens utbredningsområde är Tasmanien. Inga underarter finns listade i Catalogue of Life.

## Bildgalleri

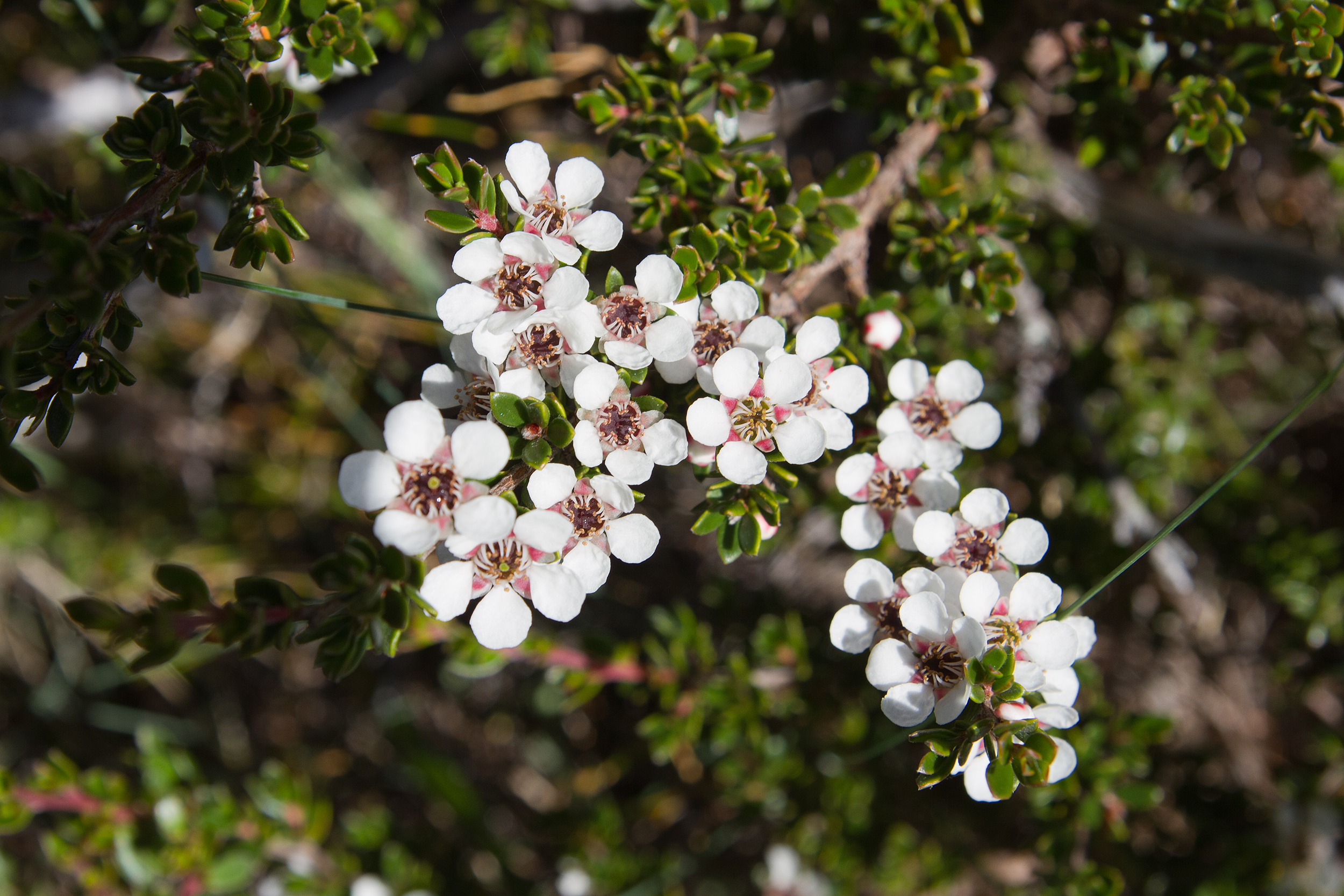